# 在原載春
在原 載春（ありわら の としはる、生没年不詳）は、平安時代前期の貴族。摂津守・在原安貞の子。官位は従五位下・右馬助。

## 経歴
陽成朝の元慶3年（880年）左近衛将監在職中に従五位下に叙爵する。
光孝朝初頭の仁和元年（885年）雅楽頭から右馬助に遷る。仁和2年（886年）および翌仁和3年（887年）と2年続けて相撲司を務めている。

## 官歴
『日本三代実録』による。
- 時期不詳：左近衛将監
- 元慶3年（880年） 11月25日：従五位下
- 時期不詳：雅楽頭
- 元慶9年（885年） 2月20日：右馬助
- 仁和2年（886年） 6月25日：相撲司
- 仁和3年（887年） 6月25日：相撲司

## 系譜
- 父：在原安貞[1]
- 母：不詳
- 妻：不詳
  - 男子：在原相安[1]